# Телесна ваш
Телесна ваш (Pediculus humanus humanus), је голим оком једва видљив инсект из реда ваши (или Phthiraptera), а живи као ектопаразит човека. Њихово присуство на телу човека изазива свраб, а може изазвати и преношење заразних болести. Преносе се директним контактом (преко капе, нечистог рубља, чешља и слично).

## Животни циклус и морфологија
Телесна ваш или Pediculus humanus humanus се по изгледу не разликује од Главне ваши Pediculus humanus capitis. Ове две подврсте ће се укрштати у лабораторијским условима. У свом природном стању,међутим, заузимају различита станишта и обично се не сусрећу. Могу се хранити до пет пута дневно и као одраскли могу живети тридесетак дана, али ако се одвоје од домаћина угинуће у року од седам дана.
Ако су услови повољни,ваш се може размножавати. Након коначног лињања,женка и мужјак вашки ће се се одмах парити. Женка ваши може да положи и 200-300 јаја током живота.
Животни циклус ваши се састоји од три фазе:јаје, нимфа и одрасла ваш.
1.Jaja (гњиде ваши)женка вашке причвршћује на одећу, користећи секрет помоћних жлезда који држи јаје на месту док се не излеже, док гњиде(празне љуске јајета) могу остати и месецима на одећи. 
Овалне су и обично жуте до беле боје и на оптималној температури и влажности нове ваши ће се излећи из јајета у року од 6 до 9 дана након полагања.
2.Нимфа је незрела ваш која се излеже из јајета. Одмах након излегања,почиње се хранити крвљу домаћина, а затим се враћа у одећу до следећег крвног оброка. Нимфе ће се лињати три пута пре него што се појави одрасла ваш. Нимфи обично треба 9-12 дана да се развије у одраслу ваш.
3.Одрасла телесна ваш дуга је око 2,5-3,5 mm, а попут нимфе има 6 ногу. Без крила је и смеђе је до сивкасто-беле боје.

## Порекло
Телесна ваш се одвојила од ваше главе пре око 10.000 година, што наговештава време настанка одеће.Телесне вашке је први описао Карл Линаеус у 10. издању Система Натуре. Људска телесна ваш имала је сенквециониран геном 2010. године и тада је имала најмањи познати геном инсекта. Припада типу Arthropoda,класи Incesta, реду Phthiraptera, и породици 
Pediculidae. Описано је отприлике 5.000 врста вашки, 4.000 су паразитске птице док је додтних 800специјалних паразита сисара широм света.

## Знакови и симптоми
Будући да инфестација може укључивати хиљаде вашки, а свака од њих уједе пет пута дневно, уједи могу изазвати јак свраб, посебно на почетку инфестације, што може резултирати екскоријацијама коже и секундарним инфекс+цијама. Ако је особа изложена дужој инфестацији, може доживети апатију, летаргију и умор.

## Третман
У принципу, инфестације вашима се могу контролисати периодичним мењањем одеће и постељине. Након тога, одећу, пешкире и постељину треба опрати у врућој води (најмање 50 °C (122 °F)) и осушити помоћу врућег циклуса.
Свраб се може лечити локалним и системским кортикостероидима и антихистаминицима. 
У случају секундарне инфексије, антибиотици се могу користити за контролу бактеријске инфекције. Када није могуће редовно мењање постељине, пешкира и одеће, заражени предмети се могу третирати инсектицидима.

## Болести
За разлику од других врста вашки, телесне ваши могу деловати и као преносиоци болести. Најважнији патогени које они преносе су  Rickettsia prowazekii (узрокује епидемијски тифус), Borrelia recurrentis (узрокује повратну грозниц), and Bartonella quintana (узрокује рововску грозницу).
Епидемијски тифус се може лечити једном дозом доксициклином, али ако се не лечи, стопа смртности је 30%.
Релапсирајућа грозница се може лечити тетрациклином и овисно о тежини болести, ако се не лечи има стопу смртности између 10-40%.
Тренч грозница се може лечити доксициклином или гентамицином, ако се не лечи, стопа смртности је мања од 1%.